# Nozay (Loire-Atlantique)
Nozay é uma comuna francesa na região administrativa do País do Loire, no departamento de Loire-Atlantique. Estende-se por uma área de 57.7 km². Em 2010 a comuna tinha 4 261 habitantes (densidade: 73,8 hab./km²).